# Lugre (ave)
O lugre (Spinus spinus ou Carduelis spinus) é uma pequena ave passeriforme da família dos fringilídios, também conhecido pelo nome de pintassilgo-verde. Caracteriza-se pela plumagem preta e amarela.

## Descrição
O lugre tem um comprimento de 12 cm, e um peso de 10 a 14g. O macho tem o alto da cabeça negro, o dorso é verde-azeitona com estrias escuras que podem ser pouco percetíveis. O uropígio é amarelo, assim como a garganta, o sobrolho e os lados do pescoço. As bochechas são verde-azeitona, o babeiro é preto, o peito é amarelo, o ventre é branco com listas escuras, tal como as partes laterais. As asas são pretas com uma barra amarela e a cauda é também preta com os lados amarelos. O tamanho do babeiro preto e da coroa negra variam de macho para macho. A fêmea tem cores mais baças do que o macho, com menos amarelo, mais listas e mais marcadas. As partes superiores são cinzento-esverdeado com estrias castanho-escuro, o uropígio é amarelo-esverdeado, a garganta e o peito são branco-acinzentado com marcas amarelas; as asas e a cauda são semelhantes às do macho. Não tem a coroa e o babeiro negros. Os juvenis têm a cabeça e o dorso pardos com listas negras. Por trás dos olhos também têm uma lista, a garganta e os lados do pescoço são brancos com manchas amarelas e ponteados de negro. As partes inferiores são listadas e não ponteadas, as asas e a cauda são semelhantes às dos adultos mas mais baças.

## Distribuição
Reproduz-se de uma forma descontínua através da Europa desde o norte da Escandinávia até ao norte e centro da Espanha, à Córsega e ao norte e sul de Itália, e dos Balcãs até ao norte da Grécia; e de uma forma contínua desde os Países Bálticos e leste da Polónia através da Rússia central  e ocidental, do centro e norte do Cazaquistão e da Sibéria ocidental até ao rio Ob; a sul desde a Ucrânia, Cáucaso ocidental e noroeste e norte da Turquia até ao norte do Irão e norte do Iraque. Também se reproduz no Extremo Oriente Russo, no nordeste da China (norte da Mongólia Interior e Heilongjiang), no norte do Japão (centro e este de Hokkaido). No inverno ruma a sul para o noroeste de África, Chipre, norte e centro de Israel, sudoeste do Irão, norte da Mongólia, Coreia, sul do Japão, este e sul da China e Ilha Formosa.
Na Europa Ocidental e Central reproduz-se na Irlanda e Grã-Bretanha, em especial na Escócia. A França, Suíça, Áustria e Itália estão representadas na população dos Alpes. Nos Apeninos também há uma colónia com alguma importância. Na Península Ibérica é principalmente invernante, mas também se reproduz esporadicamente em Trás-os-Montes e na Galiza (Maciço Galaico), e de uma forma mais estável nos Pirenéus e na Cordilheira Cantábrica Em Portugal pode ser observado em Trás-os-Montes, na zona de Estarreja-Salreu, na Serra da Estrela, na Serra da Gardunha, na Serra da Arrábida, na Serra de Sintra, na Reserva Natural do Paul do Boquilobo e na zona de Marvão.
Esporadicamente é visto na América do Norte .

## Taxonomia
Descrito por Linnaeus, em 1758, na Suécia. Apesar da extensa área de distribuição não tem subespécies.
Recentes estudos filogenéticos indicam que o lugre poderá ter sido o antepassado de uma das três radiações americanas de spinus/carduelis, a radiação norte-americana do pintassilgo-pinheiro (c. pinus), do pintassilgo-de-chapéu-preto (c. atriceps) e do pintassilgo-das-antilhas (c. dominicensis), tendo chegado à América vindo da Ásia ou da Europa através da Gronelândia.

## Habitat
O lugre pode ser visto em diversos habitats. Tanto frequenta campos abertos de plantas herbáceas das quais se alimenta, como bosques de coníferas (abetos, pinheiros, alerces,  piceas), como bosques mistos, coníferas com caducifólias, (bétulas, amieiros). De inverno podem ser vistos em jardins e também perto de ribeiras, nas bétulas e amieiros.
Pode ser encontrado a altitudes que vão dos 0 aos 5308 metros.

## Alimentação

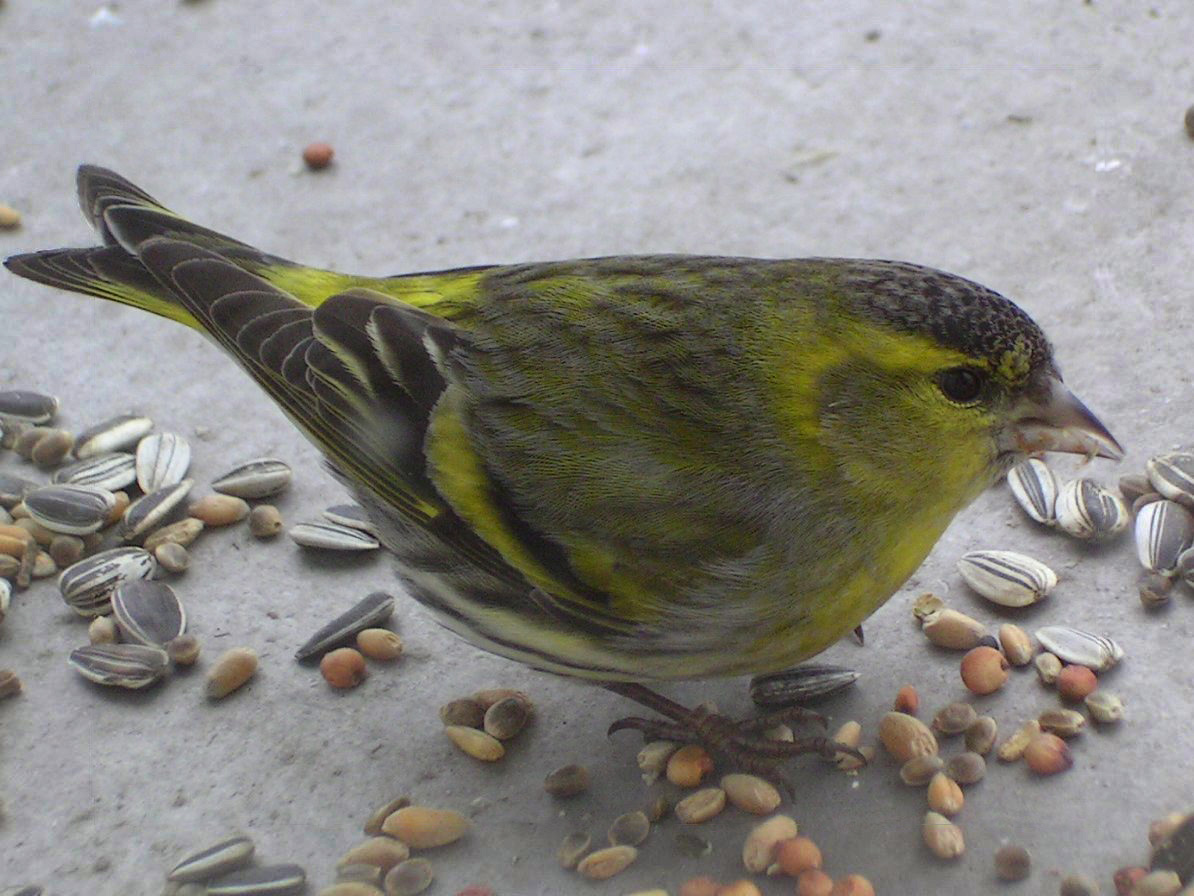
Macho a comer.

O lugre é um pássaro essencialmente granívoro, mas varia a sua dieta ao longo do ano, conforme o alimento disponível. Na primavera e verão a base da sua alimentação são as sementes de coníferas, como o falso-abeto (Picea abies), o abeto-branco (Abies alba), o lariço-europeu (Larix decidua), o pinheiro e o cedro. Também se alimenta de outras árvores como o choupo e os ulmeiros, principalmente dos rebentos tenros. Alimenta-se ainda de pequenos insectos e de plantas herbáceas,  como a sinapis arvensis, o chenopodium, o cardo-estrelado e a morugem (Stellaria media).
No outono prefere as sementes de bétulas, de alnus e de plátanos. Consome também bagas, como as da tramazeira e sementes de plantas herbáceas, especialmente de asteráceas, como os cardos e o  dente-de-leão.
De inverno alimenta-se junto ao solo, principalmente de sementes de plantas herbáceas, como a chicória (Cichorium intybus), o cardo-estrelado, o chenopodium, a sinapis arvensis, as inulas, as artemísias  (artemísia comum (artemisia vulgaris) e  artemisia campestris), e as azedas (Rumex acetosa).

## Nidificação

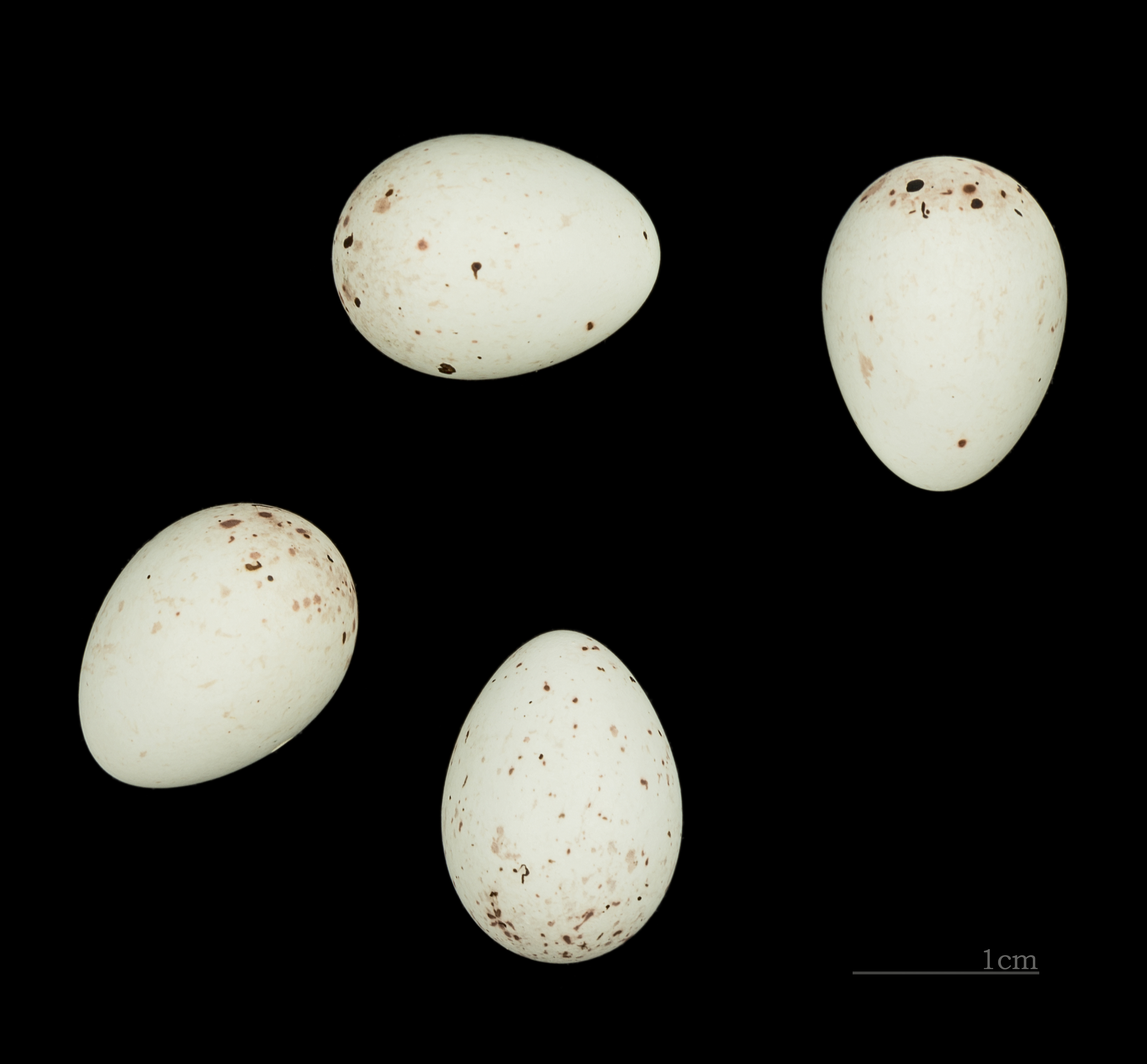
Carduelis spinus MHNT

O período de reprodução começa em Abril com a postura a ser feita em meados deste mês. A fêmea constrói o ninho no ramo de uma árvore a grande altura e bem camuflado. Tem a forma de taça e é feito com raminhos, líquenes, raízes, musgos e forrado com pelos, penugem e raízes finas. A postura consta de 3 a 5 (raramente 2 a 6) ovos branco-azulados ou branco-acinzentados, com pintas pardas,
que são incubados pela fêmea durante 11 a 14 dias.  Durante este período o macho alimenta a fêmea. As crias são alimentadas pelos dois progenitores durante 13 a 15 dias, com sementes, insetos e pedrinhas, sendo alimentados apenas pela fêmea nos primeiros dias. Depois deste período os juvenis saem do ninho, permanecendo por perto mais 2 a 5 dias. Com um mês de vida, já emplumados, juntam-se em bandos em busca de alimento, enquanto os pais iniciam uma segunda postura.

## Comportamento
É um pássaro muito social, podendo ser visto em grupos de alguns indivíduos a várias dezenas, muitas vezes acompanhado por outros fringilídios. Os grupos parecem estar unidos por uma hierarquia em que o tamanho do babeiro negro nos machos, maior ou menor,  indica uma maior ou menor dominância.
É uma das espécies em que é praticado o ”allofeeding”, comportamento em que os pássaros (do mesmo sexo) com hierarquia inferior alimentam os de hierarquia superior, regurgitando a comida.

## Filogenia
A filogenia foi obtida por Antonio Arnaiz-Villena et al.

### Fotos
- ARKive Eurasian-Siskin
- Oiseaux.net Tarin-des-aulnes
- The Internet Bird Collection Lugre macho
- The Internet Bird Collection Lugre fêmea

### Videos
- The Internet Bird Collection Lugres macho e fêmea
- The Internet Bird Collection Macho comendo rebentos